# Micromphale brassicolens
Micromphale brassicolens is een saprofytisch levende paddenstoel van zo'n 1,5–7 cm hoog.
Micromphale brassicolens komt voor op dode takken en bladeren bij Fagus, Quercus en Castanea. De kenmerken van deze soort zijn heel variabel, waarom deze reeds in verschillende genera is geklasseerd in het verleden. De soort wordt waargenomen van mei tot november en komt voor in gematigde en subtropische streken. De soort is eerder zeldzaam.
De soort wordt 1,5–7 cm hoog en heeft een convexe hygrofane hoed die 1,5-4,5 cm breed is. De kleur van de hoed is vrij variabel: meestal is deze donkerroodbruin tot geelbruin en is hij bleker naar de rand toe. Bij het verdrogen of verouderen van het vruchtlichaam kan verbleking optreden of verkleuring tot bijvoorbeeld okerbruin of opaak. De plaatjes kunnen ofwel dicht opeen staan of vrij ver van elkaar verwijderd zijn. De steel is roodbruin en meestal zwartwordend aan de basis.
Micromphale brassicolens heeft een typische, sterke geur die gelijkt op rottend zeewier (soms ook een lichte lookgeur). Het vruchtvlees of de sporen zijn niet-amyloïd en groenverkleuring in een alkalische oplossing treedt niet op.

## synoniemen
- Gymnopus brassicolens (Romagn.) Antonín & Noordel., Mycotaxon (1997)
- Marasmius brassciolens Romagn., Bull. trimest. Soc. mycol. Fr. 68 (1952) 139
- Micromphale brassicolens (Romagn.) P.D. Orton, Trand. Br. mycol. Soc. 43 (1960) 178
- Micromphale cauvetii R. Maire & Kühn., ex Hora, Tr. Brit. mycol. Soc. 43 (1960) 451